# Wilson Boit Kipketer
|  | Aquest article tracta sobre Wilson Boit Kipketer. Vegeu-ne altres significats a «Wilson Kipketer». |

Wilson Boit Kipketer (6 d'octubre, 1973) és un ex atleta kenyià de 3000 m obstacles.
El seu palmarès més destacat consisteix en un campionat del món a Atenes 1997, un subcampionat a Sevilla 1999 i una medalla d'argent als Jocs Olímpics de Sydney 2000.

## Resultats
(3000m obstacles)
- 1997
  - Campionat del Món d'atletisme de 1997 - Atenes, Grècia.
    -  medalla d'or

  - Rècord del món - Zúric, Suïssa
    - 7 minuts 59.08 segons
- 1999
  - Campionat del Món d'atletisme de 1999 - Sevilla, Espanya
    -  medalla de plata

  - Jocs Panafricans de 1999 - Johannesburg, Sud-àfrica.
    -  medalla de plata
- 2000
  - Jocs Olímpics d'Estiu de 2000 - Sydney, Austràlia.
    -  medalla de plata
- 2002
  - Copa del Món de la IAAF de 2002
    -  medalla d'or

  - Campionat d'Àfrica d'atletisme de 2002 - Tunis, Tunísia.
    -  medalla de plata